# Ana Bogdan
Ana Bogdan (Sinaia, 25 novembre 1992) è una tennista rumena.

## Biografia
Ana nasce a Sinaia, una piccola città romena, da Ion e Monica Bogdan. Comincia a praticare il tennis all'età di 4 anni. La sua superficie tennistica preferita è il cemento.
Non è parente della collega connazionale e coetanea Elena Bogdan.

## Carriera

### 2006-2015: esordi e titoli ITF
Comincia la carriera da juniores nel 2006 e nel 2009 raggiunge la seconda posizione, il suo best ranking nella categoria. Nello stesso anno ottiene il miglior risultato in uno Slam juniores, raggiungendo la semifinale agli Australian Open dove viene fermata dalla russa Ksenija Pervak.
Vince il suo primo titolo ITF nel 2011 a Smirne e tra il 2012 e il 2013 ne vince altri sei: tutti nella città turca di Adalia. Se ne susseguono altri tre nel 2015 vinti a Mamaia, Sofia e Bath.

### 2016-2017: prima semifinale WTA e debutto in uno Slam
A maggio 2016 vince il torneo ITF di Grado battendo in finale Susanne Celik. A luglio si qualifica per il torneo di Stanford. Ha vinto al primo turno contro Asia Muhammad prima di cedere ad Alison Riske in tre set. Prende poi parte al torneo di Florianopolis e raggiunge la sua prima semifinale del WTA Tour, sconfiggendo Aleksandrina Najdenova, Jelena Janković e Ljudmyla Kičenok, viene sconfitta da Tímea Babos. Agli US Open, dopo aver superato i tre turni di qualificazione sconfigge la connazionale Sorana Cîrstea, per poi arrendersi al secondo turno alla romena Monica Niculescu contro la quale ha vinto solamente un game.
Agli Australian Open, Bogdan raggiunge il main draw dopo aver vinto le qualificazioni, ma viene sconfitta in due set al primo turno da Elena Vesnina. Prende parte per la prima volta nella sua carriera agli Open di Francia, dove esce di scena al primo turno per mano di Ons Jabeur e a Wimbledon, dove vince il primo turno contro Duan Yingying in due set prima di perdere conto Caroline Garcia. Agli US Open, Bogdan eguaglia il risultato del 2016 uscendo al primo turno da Niculescu.
Nello stesso anno raggiunge la seconda semifinale nel torneo WTA 125 di Hua Hin, dove viene sconfitta da Belinda Bencic.

### 2018-2020: top 100 e terzo turno a Melbourne
L'Australian Open ha visto Bogdan raggiungere il suo miglior risultato in carriera in un Grande Slam, raggiungendo il terzo turno e sconfiggendo l'undicesima testa di serie Kristina Mladenovic in due set al primo. I risultati di questo torneo la portano per la prima volta nella Top 100, ottenendo la posizione n.89 in singolare. Bogdan nello stesso anno ha raggiunto le semifinali sia a Monterrey, dove cede a Garbiñe Muguruza, che a Bogotá. In seguito al conseguimento di questi risultati la romena si spinge fino al 70º posto nel ranking.
Nel 2019 non ottiene molti risultati positivi nel circuito maggiore, perciò dalla seconda metà della stagione torna a giocare in diversi tornei ITF. In questo ambito disputa tre finali e vince due titoli (a Saint-Étienne e Dubai). 
Nel 2020 fallisce al primo turno di qualificazione degli Australian Open. Dopo la pausa causata dalla pandemia di COVID-19 disputa il torneo di Praga, dove raggiunge i quarti di finale. Agli Open di Francia ha la meglio su Babos, ma al secondo turno viene fermata da Sofia Kenin in tre set.

### 2021: prima finale Challenger e terzo turno a Parigi
Nel 2021 Ana perde al primo turno dell'Australian Open per mano di Danielle Collins. Ad aprile sconfigge la testa di serie n.5 Barbora Krejčíková, al secondo turno del torneo di Istanbul prima di perdere contro Kudermetova. Agli Open di Francia raggiunge per la prima volta il terzo turno, grazie alla vittoria sull'italiana Elisabetta Cocciaretto e al ritiro dal torneo di Naomi Ōsaka. Viene sconfitta in rimonta dalla spagnola Paula Badosa. A Wimbledon invece esce al primo turno perdendo con un doppio 6-2 per mano di Anastasija Pavljučenkova. Anche agli US Open ha la stessa sorte: cede alla spagnola Rebeka Masarova dopo aver giocato tre tie-break in un match durato 3 ore e 41 minuti. Nell'ultimo torneo dell'anno, il Challenger (WTA 125) di Limoges, Bogdan si impone in due set su Mariam Bolkvadze, Mallaurie Noel e Jessika Ponchet. Vince poi in tre set contro Varvara Gračëva approdando in finale, dove però cede ad Alison Van Uytvanck che le infligge un 6-2, 7-5.
....
Esce all'esordio degli US Open 2024.

## Statistiche WTA

### Singolare

#### Sconfitte (2)
| Legenda              |
| -------------------- |
| Grande Slam (0)      |
| Argenti Olimpici (0) |
| WTA Finals (0)       |
| WTA Elite Trophy (0) |
| Dal 2021             |
| WTA 1000 (0)         |
| WTA 500 (0)          |
| WTA 250 (2)          |

| N. | Data             | Torneo                         | Superficie  | Avversaria in finale | Punteggio |
| 1. | 31 luglio 2022   | Poland Open, Varsavia          | Terra rossa | Caroline Garcia      | 4-6, 1-6  |
| 2. | 11 febbraio 2024 | Transylvania Open, Cluj-Napoca | Cemento (i) | Karolína Plíšková    | 4-6, 3-6  |

## Circuito WTA 125

### Singolare

#### Vittorie (3)
| N. | Data              | Torneo                   | Superficie  | Avversaria in finale | Punteggio     |
| 1. | 7 agosto 2022     | Iași Open, Iași          | Terra rossa | Panna Udvardy        | 6-2, 3-6, 6-1 |
| 2. | 23 luglio 2023    | Iași Open, Iași (2)      | Terra rossa | Irina-Camelia Begu   | 6-2, 6-3      |
| 3. | 23 settembre 2023 | Parma Ladies Open, Parma | Terra rossa | Anna Schmiedlová     | 7-5, 6-1      |

#### Sconfitte (1)
| N. | Data             | Torneo                   | Superficie  | Avversaria in finale | Punteggio |
| 1. | 19 dicembre 2021 | Open de Limoges, Limoges | Cemento (i) | Alison Van Uytvanck  | 2-6, 5-7  |

## Statistiche ITF

### Singolare

#### Vittorie (14)
| Torneo $100.000 (1) |
| Torneo $80.000 (0)  |
| Torneo $75.000 (0)  |
| Torneo $60.000 (1)  |
| Torneo $50.000 (0)  |
| Torneo $25.000 (5)  |
| Torneo $15.000 (0)  |
| Torneo $10.000 (7)  |

| N.  | Data              | Torneo                                                               | Superficie  | Avversaria in finale   | Punteggio        |
| 1.  | 17 luglio 2011    | GD Tennis Cup, Smirne                                                | Terra rossa | Aleksandrina Najdenova | 6-1, 6-2         |
| 2.  | 9 settembre 2012  | Tennis Organisation, Adalia                                          | Cemento     | Maria Sakkarī          | 6-3, 6-2         |
| 3.  | 28 aprile 2013    | Tennis Organisation, Adalia                                          | Cemento     | Zuzana Luknárová       | 4-6, 7-6(3), 6-4 |
| 4.  | 5 maggio 2013     | Tennis Organisation, Adalia                                          | Cemento     | Caitlin Whoriskey      | 7-6(4), 6-4      |
| 5.  | 8 settembre 2013  | Tennis Organisation, Adalia                                          | Cemento     | Malin Ulvefeldt        | 6-0, 6-2         |
| 6.  | 20 ottobre 2013   | Tennis Organisation, Adalia                                          | Terra rossa | Martina Kubiciková     | 6-4, 6-3         |
| 7.  | 17 novembre 2013  | Tennis Organisation, Adalia                                          | Terra rossa | Ekaterine Gorgodze     | 7-6(5), 7-6(5)   |
| 8.  | 30 agosto 2015    | Mamaia Idu Trophy, Mamaia                                            | Terra rossa | Cristina Dinu          | 6(5)-7, 6-2, 6-3 |
| 9.  | 13 settembre 2015 | Allianz Cup, Sofia                                                   | Terra rossa | Viktorija Kamenskaja   | 6-2, 3-6, 7-5    |
| 10. | 15 novembre 2015  | AEGON Pro Series Bath, Bath                                          | Cemento (i) | Ana Vrljić             | 6-3, 4-6, 6-1    |
| 11. | 29 maggio 2016    | Torneo Internazionale Femminile Città di Grado, Grado                | Terra rossa | Susanne Celik          | 2-6, 6-2, 7-6(1) |
| 12. | 10 novembre 2019  | Open International de Tennis Féminin de Saint-Etienne, Saint-Étienne | Cemento (i) | Océane Dodin           | w/o              |
| 13. | 14 dicembre 2019  | Al Habtoor Tennis Challenge, Dubai                                   | Cemento     | Dar'ja Snigur          | 6-1, 6-2         |
| 14. | 30 gennaio 2022   | Open Andrézieux-Bouthéon 42, Andrézieux-Bouthéon                     | Cemento (i) | Anna Blinkova          | 7-5, 6-3         |

#### Sconfitte (7)
| Torneo $100.000 (0) |
| Torneo $80.000 (0)  |
| Torneo $75.000 (0)  |
| Torneo $60.000 (1)  |
| Torneo $50.000 (0)  |
| Torneo $25.000 (3)  |
| Torneo $15.000 (0)  |
| Torneo $10.000 (3)  |

| N. | Data              | Torneo                                                                          | Superficie  | Avversaria in finale  | Punteggio     |
| 1. | 16 ottobre 2011   | Tennis Organisation, Adalia                                                     | Terra rossa | Agnese Zucchini       | 0–6, rit.     |
| 2. | 16 settembre 2012 | Tennis Organisation, Adalia                                                     | Cemento     | Ganna Poznichirenko   | 6–2, 5–7, 4–6 |
| 3. | 18 marzo 2013     | Tennis Organisation, Adalia                                                     | Cemento     | Eva Fernández Brugués | 2–6, 0–6      |
| 4. | 17 agosto 2014    | AEGON Pro Series Foxhills, Woking                                               | Cemento     | Marta Sirotkina       | 5-7, 3-6      |
| 5. | 8 febbraio 2015   | AEGON Pro Series Glasgow, Glasgow                                               | Cemento (i) | Kristýna Plíšková     | 2-6, 2-6      |
| 6. | 16 agosto 2015    | Hechingen Ladies Open, Hechingen                                                | Terra rossa | Romina Oprandi        | 3–6, 6–1, 2–6 |
| 7. | 19 maggio 2019    | Open International Féminin Midi-Pyrénées Saint-Gaudens Comminges, Saint-Gaudens | Terra rossa | Anna Kalinskaja       | 3-6, 4-6      |

### Doppio

#### Vittorie (1)
| Torneo $100.000 (0) |
| Torneo $80.000 (0)  |
| Torneo $75.000 (0)  |
| Torneo $60.000 (0)  |
| Torneo $50.000 (0)  |
| Torneo $25.000 (0)  |
| Torneo $15.000 (0)  |
| Torneo $10.000 (1)  |

| N. | Data           | Torneo                | Superficie | Compagna       | Avversarie in finale    | Punteggio      |
| 1. | 1º luglio 2012 | GD Tennis Cup, Smirne | Cemento    | Teodora Mirčić | Abbie Myers Melis Sezer | 6-3, 3-0, rit. |

#### Sconfitte (3)
| Torneo $100.000 (0) |
| Torneo $80.000 (0)  |
| Torneo $75.000 (0)  |
| Torneo $60.000 (1)  |
| Torneo $50.000 (0)  |
| Torneo $25.000 (0)  |
| Torneo $15.000 (0)  |
| Torneo $10.000 (2)  |

| N. | Data            | Torneo                                | Superficie  | Compagna             | Avversarie in finale                | Punteggio        |
| 1. | 28 aprile 2012  | Tennis Organisation, Adalia           | Cemento     | Marija Moch          | Oksana Kalašnikova Sofija Kvacabaia | 4–6, 4–6         |
| 2. | 9 febbraio 2013 | Tennis Organisation, Adalia           | Terra rossa | Teodora Mirčić       | Giulia Bruzzone Martina Caregaro    | 3–6, 6–1, [6–10] |
| 3. | 27 gennaio 2017 | Open GDF SUEZ 42, Andrézieux-Bouthéon | Cemento (i) | Ioana Loredana Roșca | Nicola Geuer Anna Zaja              | 3-6, 2-2, rit.   |

## Risultati in progressione

### Singolare
Aggiornato a seguito dello US Open 2023.
| Tornei                     | 2015 | 2016 | 2017 | 2018 | 2019 | 2020 | 2021 | 2022 | 2023 | V–S   | V%  |
| -------------------------- | ---- | ---- | ---- | ---- | ---- | ---- | ---- | ---- | ---- | ----- | --- |
| Tornei Grande Slam         |      |      |      |      |      |      |      |      |      |       |     |
| Australian Open, Melbourne | Q1   | A    | 1T   | 3T   | 1T   | Q3   | 1T   | A    | 1T   | 2–5   | 29% |
| Open di Francia, Parigi    | Q1   | A    | 1T   | 2T   | Q2   | 2T   | 3T   | 1T   | 1T   | 3–6   | 33% |
| Wimbledon, Londra          | Q1   | Q1   | 2T   | 1T   | 1T   | ND   | 1T   | 2T   | 3T   | 4–6   | 40% |
| US Open, New York          | A    | 2T   | 2T   | 2T   | 2T   | A    | 1T   | Q2   | 1T   | 4–6   | 40% |
| Vittorie-sconfitte         | 0–0  | 1–1  | 2–4  | 4–4  | 1–3  | 1–1  | 1–4  | 1–2  | 2-4  | 13–23 | 36% |